# Östra härads domsagas valkrets, Blekinge län
Östra härads domsagas valkrets var vid riksdagsvalen till andra kammaren 1866–1908 en egen valkrets med ett mandat. Valkretsen avskaffades vid övergången till proportionellt valsystem i valet 1911, då den uppgick i Blekinge läns valkrets.

## Riksdagsmän
- Petter Andersson, lmp (1867–lagtima riksmötet 1871)
- Peter Olsson, lmp (urtima riksmötet 1871–1872)
- Anders Swensson, lmp 1873–1887, nya lmp 1888–1889 (1873–1889)
- Carl Crafoord, nya lmp (1890)
- Swen Arnoldsson, nya lmp 1891–1894, lmp 1895–1899 (1891–1899)
- August Larsson, lmp (1900–1902)
- Swen Arnoldsson, lmp (1903–9/3 1904)
- August Larsson, lmp 1904–1905, nfr 1906–1909 (30/3 1904–1911)

## Valresultat

### 1896
| Andrakammarvalet i Sverige 1896: Östra härads domsagas valkrets | Andrakammarvalet i Sverige 1896: Östra härads domsagas valkrets | Andrakammarvalet i Sverige 1896: Östra härads domsagas valkrets | Andrakammarvalet i Sverige 1896: Östra härads domsagas valkrets | Andrakammarvalet i Sverige 1896: Östra härads domsagas valkrets |
| Kandidat                                                        | Kandidat                                                        | Röster                                                          | Röster                                                          | Röster                                                          |
| Kandidat                                                        | Kandidat                                                        | Antal                                                           | %                                                               | +− %                                                            |
| --------------------------------------------------------------- | --------------------------------------------------------------- | --------------------------------------------------------------- | --------------------------------------------------------------- | --------------------------------------------------------------- |
|                                                                 | Swen Arnoldsson                                                 | 87                                                              | 95,6                                                            |                                                                 |
|                                                                 | Närmaste kandidat                                               | 3                                                               | 3,3                                                             |                                                                 |
|                                                                 | Övriga kandidater                                               | 1                                                               | 1,1                                                             | —                                                               |
| Antal giltiga röster                                            | Antal giltiga röster                                            | 91                                                              |                                                                 |                                                                 |
| Kasserade röster                                                | Kasserade röster                                                | 6                                                               |                                                                 |                                                                 |
| Totalt                                                          | Totalt                                                          | 97                                                              |                                                                 |                                                                 |

Valdeltagandet var 10,4%.

### 1899
| Andrakammarvalet i Sverige 1899: Östra härads domsagas valkrets | Andrakammarvalet i Sverige 1899: Östra härads domsagas valkrets | Andrakammarvalet i Sverige 1899: Östra härads domsagas valkrets | Andrakammarvalet i Sverige 1899: Östra härads domsagas valkrets | Andrakammarvalet i Sverige 1899: Östra härads domsagas valkrets |
| Kandidat                                                        | Kandidat                                                        | Röster                                                          | Röster                                                          | Röster                                                          |
| Kandidat                                                        | Kandidat                                                        | Antal                                                           | %                                                               | +− %                                                            |
| --------------------------------------------------------------- | --------------------------------------------------------------- | --------------------------------------------------------------- | --------------------------------------------------------------- | --------------------------------------------------------------- |
|                                                                 | August Larsson                                                  | 171                                                             | 58,6                                                            |                                                                 |
|                                                                 | Närmaste kandidat                                               | 41                                                              | 14,0                                                            |                                                                 |
|                                                                 | Övriga kandidater                                               | 80                                                              | 27,4                                                            | —                                                               |
| Antal giltiga röster                                            | Antal giltiga röster                                            | 292                                                             |                                                                 |                                                                 |
| Kasserade röster                                                | Kasserade röster                                                | 8                                                               |                                                                 |                                                                 |
| Totalt                                                          | Totalt                                                          | 300                                                             |                                                                 |                                                                 |

Valet ägde rum den 7 augusti 1899. Valdeltagandet var 34,4%.

### 1902
| Andrakammarvalet i Sverige 1902: Östra härads domsagas valkrets | Andrakammarvalet i Sverige 1902: Östra härads domsagas valkrets | Andrakammarvalet i Sverige 1902: Östra härads domsagas valkrets | Andrakammarvalet i Sverige 1902: Östra härads domsagas valkrets | Andrakammarvalet i Sverige 1902: Östra härads domsagas valkrets |
| Kandidat                                                        | Kandidat                                                        | Röster                                                          | Röster                                                          | Röster                                                          |
| Kandidat                                                        | Kandidat                                                        | Antal                                                           | %                                                               | +− %                                                            |
| --------------------------------------------------------------- | --------------------------------------------------------------- | --------------------------------------------------------------- | --------------------------------------------------------------- | --------------------------------------------------------------- |
|                                                                 | Swen Arnoldsson                                                 | 120                                                             | 48,8                                                            |                                                                 |
|                                                                 | August Larsson                                                  | 112                                                             | 45,5                                                            | ▼13,1                                                           |
|                                                                 | Övriga kandidater                                               | 14                                                              | 5,7                                                             | —                                                               |
| Antal giltiga röster                                            | Antal giltiga röster                                            | 246                                                             |                                                                 |                                                                 |
| Kasserade röster                                                | Kasserade röster                                                | 29                                                              |                                                                 |                                                                 |
| Totalt                                                          | Totalt                                                          | 275                                                             |                                                                 |                                                                 |

Valet ägde rum den 7 september 1902. Valdeltagandet var 32,0%.

### 1905
| Andrakammarvalet i Sverige 1905: Östra härads domsagas valkrets | Andrakammarvalet i Sverige 1905: Östra härads domsagas valkrets | Andrakammarvalet i Sverige 1905: Östra härads domsagas valkrets | Andrakammarvalet i Sverige 1905: Östra härads domsagas valkrets | Andrakammarvalet i Sverige 1905: Östra härads domsagas valkrets |
| Kandidat                                                        | Kandidat                                                        | Röster                                                          | Röster                                                          | Röster                                                          |
| Kandidat                                                        | Kandidat                                                        | Antal                                                           | %                                                               | +− %                                                            |
| --------------------------------------------------------------- | --------------------------------------------------------------- | --------------------------------------------------------------- | --------------------------------------------------------------- | --------------------------------------------------------------- |
|                                                                 | August Larsson                                                  | 228                                                             | 65,0                                                            | ▲19,5                                                           |
|                                                                 | G. Bergström i Bubbetorp                                        | 105                                                             | 29,9                                                            |                                                                 |
|                                                                 | Övriga kandidater                                               | 18                                                              | 5,1                                                             | —                                                               |
| Antal giltiga röster                                            | Antal giltiga röster                                            | 351                                                             |                                                                 |                                                                 |
| Kasserade röster                                                | Kasserade röster                                                | 1                                                               |                                                                 |                                                                 |
| Totalt                                                          | Totalt                                                          | 352                                                             |                                                                 |                                                                 |

Valet ägde rum den 10 september 1905. Valdeltagandet var 33,4%.

### 1908
| Andrakammarvalet i Sverige 1908: Östra härads domsagas valkrets | Andrakammarvalet i Sverige 1908: Östra härads domsagas valkrets | Andrakammarvalet i Sverige 1908: Östra härads domsagas valkrets | Andrakammarvalet i Sverige 1908: Östra härads domsagas valkrets | Andrakammarvalet i Sverige 1908: Östra härads domsagas valkrets |
| Kandidat                                                        | Kandidat                                                        | Röster                                                          | Röster                                                          | Röster                                                          |
| Kandidat                                                        | Kandidat                                                        | Antal                                                           | %                                                               | +− %                                                            |
| --------------------------------------------------------------- | --------------------------------------------------------------- | --------------------------------------------------------------- | --------------------------------------------------------------- | --------------------------------------------------------------- |
|                                                                 | August Larsson                                                  | 206                                                             | 54,6                                                            | ▼10,4                                                           |
|                                                                 | Alfred Olsson (höger)                                           | 171                                                             | 45,4                                                            |                                                                 |
| Antal giltiga röster                                            | Antal giltiga röster                                            | 377                                                             |                                                                 |                                                                 |
| Kasserade röster                                                | Kasserade röster                                                | 2                                                               |                                                                 |                                                                 |
| Totalt                                                          | Totalt                                                          | 379                                                             |                                                                 |                                                                 |

Valet ägde rum den 6 september 1908. Valdeltagandet var 34,3%.